# Hanuman Dhoka
L'Hanuman Dhoka è un complesso di strutture con il Palazzo reale dei re  Malla e della dinastia Shah sito in piazza Durbar nel centro storico di Kathmandu in Nepal e si sviluppa su una superficie di 20.000 m2. Il palazzo Hanuman Dhoka (Hanuman Dhoka Darbar in nepalese) prende il nome dall'immagine di pietra di Hanuman, il dio scimmia indù, che si trova vicino alla porta d'ingresso principale. Dhoka significa porta o cancello in nepalese.

## Storia
L'ala orientale, con dieci cortili, è la parte più antica datata alla metà del XVI secolo e venne ampliata da re Pratap Malla nel XVII secolo, con la realizzazione di molti templi. I cortili Sundari Chok e Mohan Chok, nella parte nord del palazzo, sono entrambi chiusi. Nel 1768, nella parte sud-est del palazzo, vennero aggiunte quattro torri di avvistamento da Prithvi Narayan Shah. La famiglia reale visse in questo palazzo fino al 1886, dove successivamente venne spostato il museo Narayanhiti. L'iscrizione in pietra esterna è in quindici lingue ed afferma che se tutte le 15 frasi vengono lette e comprese, dalla lastra di pietra scaturirà del latte.

## Descrizione

### Portone d'ingresso
La porta Hanuman si trova sul lato ovest di piazza Durbar. È il portone d'ingresso al palazzo, dove si trova una statua in piedi di Hanuman (dio scimmia), datata al 1672, a custodia del palazzo. Hanuman è decorato con un panno rosso e un ombrello. Il volto è imbrattato con una pasta rossa. Sulla sinistra è una scultura in pietra, datata al 1673, del signore Narasiṃha (il mezzo uomo, mezzo leone incarnazione di Vishnu), ritratto mentre divora il demone Hiranyakashipu, che viene accreditata al periodo Pratap Malla in base a un'iscrizione sul piedistallo dell'immagine.

### Cortile Nasal Chok
In vista dell'ingresso principale, adiacente al tempio di Hanuman, è il cortile Nasal Chok (nasal significa "danzante"), che prende il nome dall'immagine della danza di Shiva situata sul lato est della piazza. Questa è la piazza dove  Birendra è stato incoronato re nel 1975, sulla piattaforma in mezzo al cortile. Al lato sud del cortile, si trova la torre Basantapur di nove piani. Mentre il cortile è stato costruito durante periodo Malla, gli edifici che lo circondano, che hanno portali finemente intagliati in legno, finestre, e puntoni, sono creazioni della dinastia Rana. Il Nasal Chok ha una forma rettangolare in direzione nord-sud, con ingresso da nord-ovest. Vicino all'ingresso è una porta, finemente intagliata in legno con le sculture di quattro divinità, che conduce agli appartamenti privati dei re Malla. Una statua d'oro di Maha Vishnu è ora in una veranda aperta sulla parete orientale, poiché il tempio originario Maha Vishnu in piazza, che ospitava questa immagine, venne distrutto dal terremoto del 1934. Altre strutture nel cortile sono: la sala delle udienze dei re Malla nell'angolo nord-est, il trono dei re in una veranda aperta e alcuni ritratti dei re Shah.
Il tempio Panch Mukhi Hanuman (cinque volti di Hanuman), dedicato ad Hanuman, si trova nell'angolo nord-est del Nasal Chok. Ha una forma unica con cinque tetti circolari. Il sacerdote del tempio è l'unica persona che può entrare nel sancta sanctorum del tempio.
La torre Basantapur (basantpur significa "luogo di primavera") si trova a sud del Nasal Chok. Ha nove piani e dalla sua cima si ha una visione panoramica del palazzo e del centro storico. Alcune immagini erotiche sono scolpite sui montanti di questa torre, che è una delle quattro torri rosse che re Prithvi Narayan Shah fece costruire nelle quattro antiche città della valle di Kathmandu e cioè, la Torre Basantapur, la Torre Kirtipur, la Torre Bhaktapur o Lakshmi Bilas e la Torre Lalitpur.

### Cortile Mul Chok
Il Mul Chok, dedicato a Taleju Bhawani, è un cortile con edifici a due piani rotondi che sono luoghi esclusivi per riti religiosi. Taleju Bhawani è la dea tutelare della famiglia Malla. Il tempio Taleju con una torana (porta inghirlandata) si trova sul lato sud del cortile. Durante la festa di Dasain, la divinità Taleju viene spostata in questo tempio. L'ingresso al tempio è fiancheggiato da immagini delle dee dei fiumi, Gange e Yamuna. Il tempio Degu Taleju è un altro tempio a triplo tetto costruito da Shiva Singh Malla ed è dedicato anch'esso a Taleju.

### Cortile Mohan Chok
Il Mohan Chok, costruito nel 1649, a nord del Nasal Chok, era il cortile residenziale dei re Malla. Era obbligatorio per un re Malla nascere qui per diventare erede al trono; un esempio citato da questa convinzione è quello di Jaya Prakash Malla che dovette affrontare delle difficoltà. Al centro del cortile, c'è una fontanella d'oro, nota come Sun Dhara, che si dice sia un collettore di acque provenienti dalla sorgente Budhanilkantha, nella parte nord della valle. Si tratta di un beccuccio riccamente intagliato affondato diversi metri sotto il livello del cortile e che i re Malla utilizzavano per le abluzioni quotidiane. Ai quattro angoli vi sono delle torri. A nord di questo Chok si trova il Sundari Chok.

### Museo
Sul lato ovest della Nasal Chok, si trova il museo Tribhuwan che espone oggetti appartenuti al nonno di re Birendra. Squisite sculture in pietra, diversi troni, ornamenti, gioielli tempestati di gemme utilizzati per le incoronazioni, armi, mobili, sculture del tempio in legno e una collezione di monete. La camera da letto di re re Tribhuwan, il suo studio ed altri effetti personali sono stati ricreati e conservati qui. Questa parte del palazzo, vicino a piazza Durbar, è stata costruita dai re Rana dalla metà alla fine del XIX secolo.
L'angolo sud-est del cortile ha il memoriale-museo del  re Mahendra dove si trovano due troni.

## Galleria d'immagini

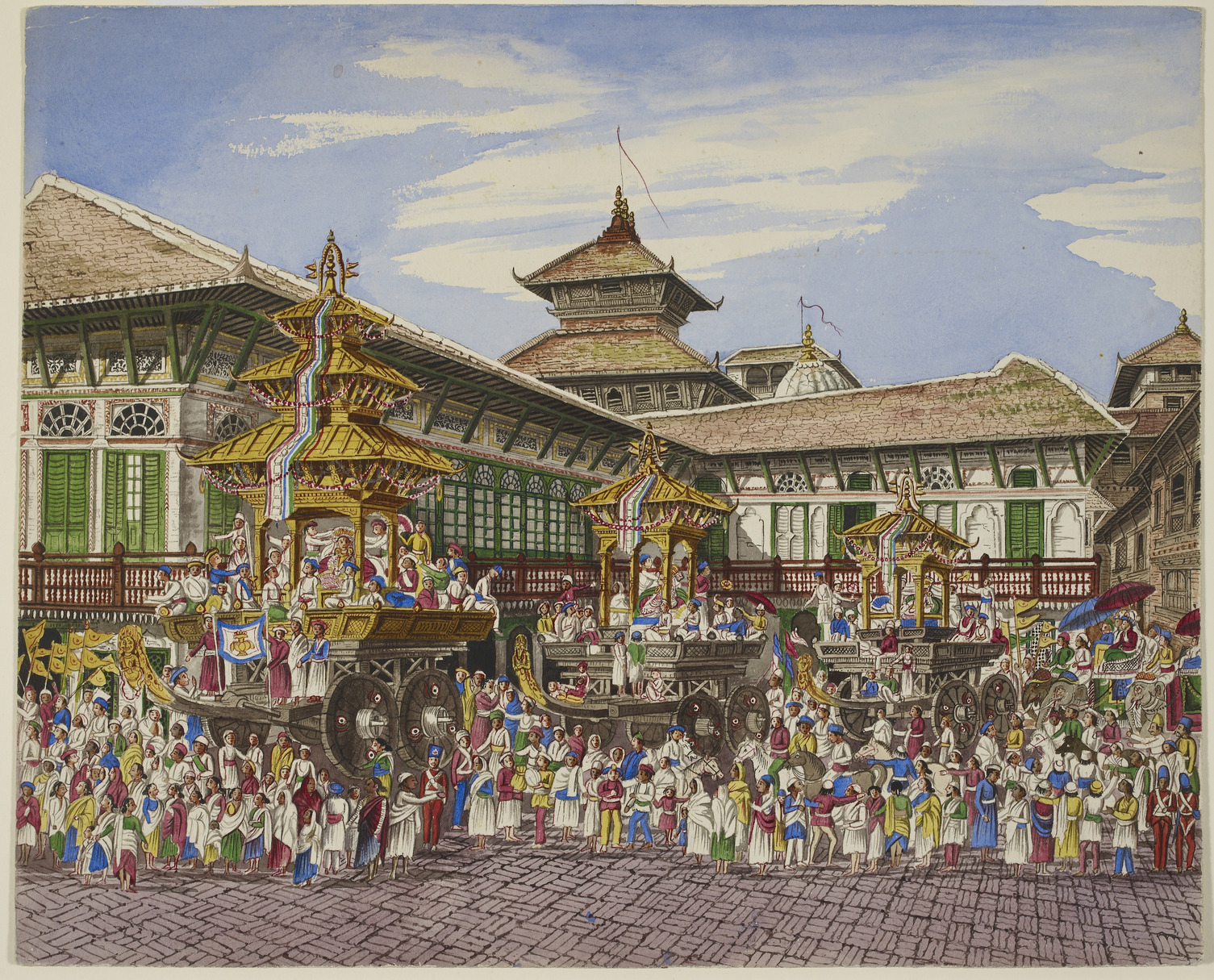
Il palazzo Hanuman Dhoka negli anni 1850 durante le festività Kumari Jatra
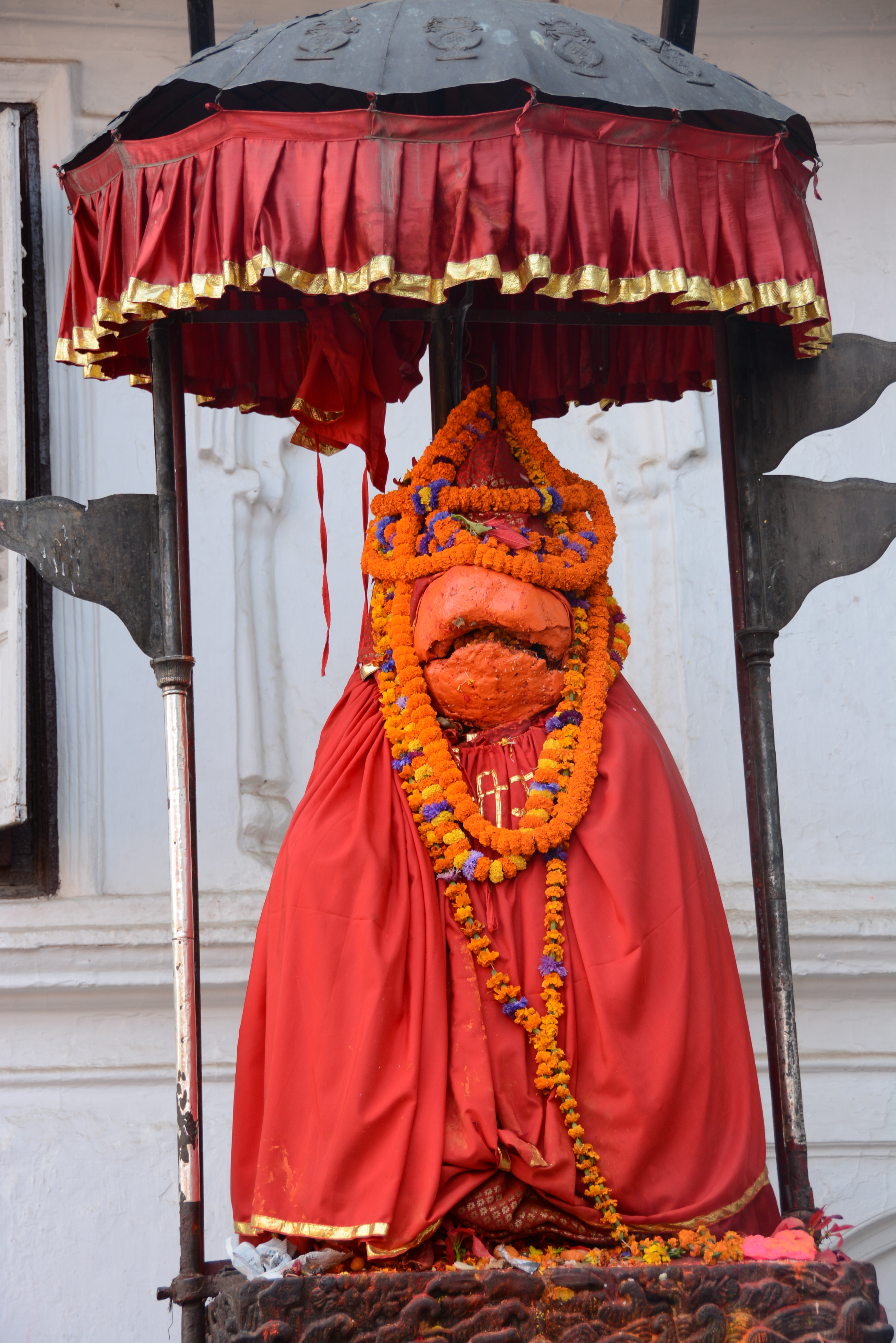
L'idolo Hanuman nel palazzo Hanuman Dhoka, Kathmandu piazza Durbar
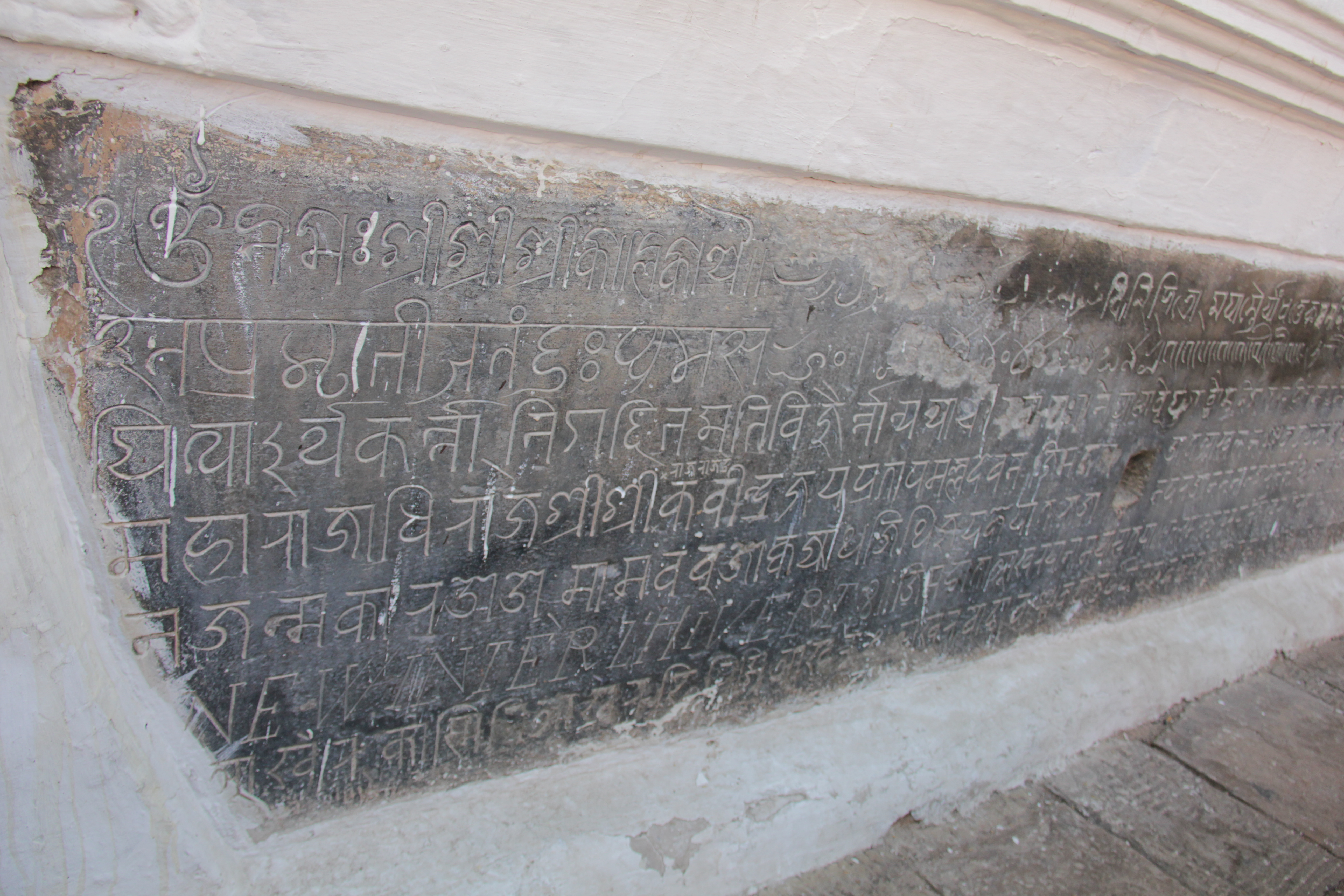
Iscrizione multilingue.
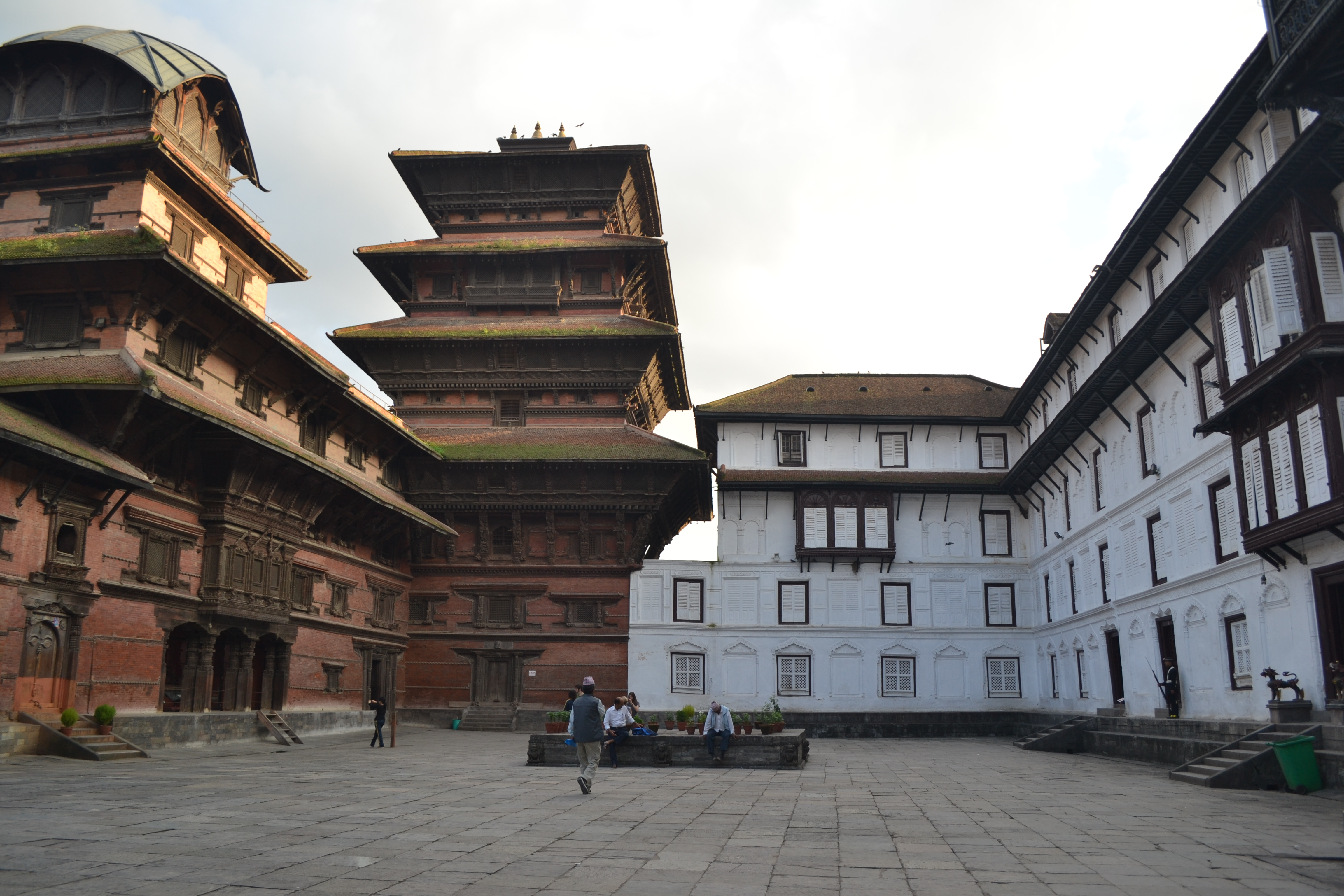
Nasal Chok con la torre Basantapur.
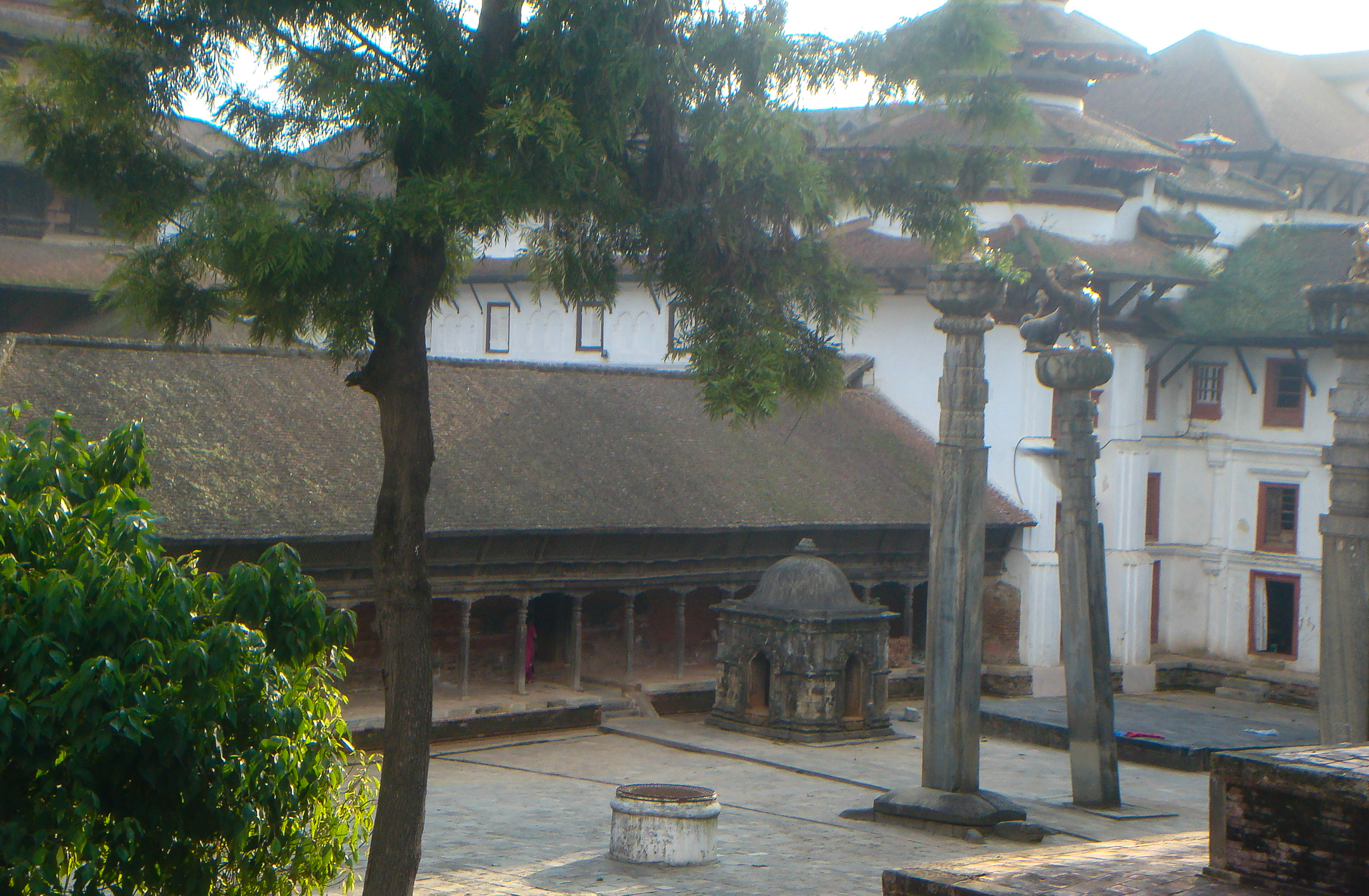
Mul Chowk
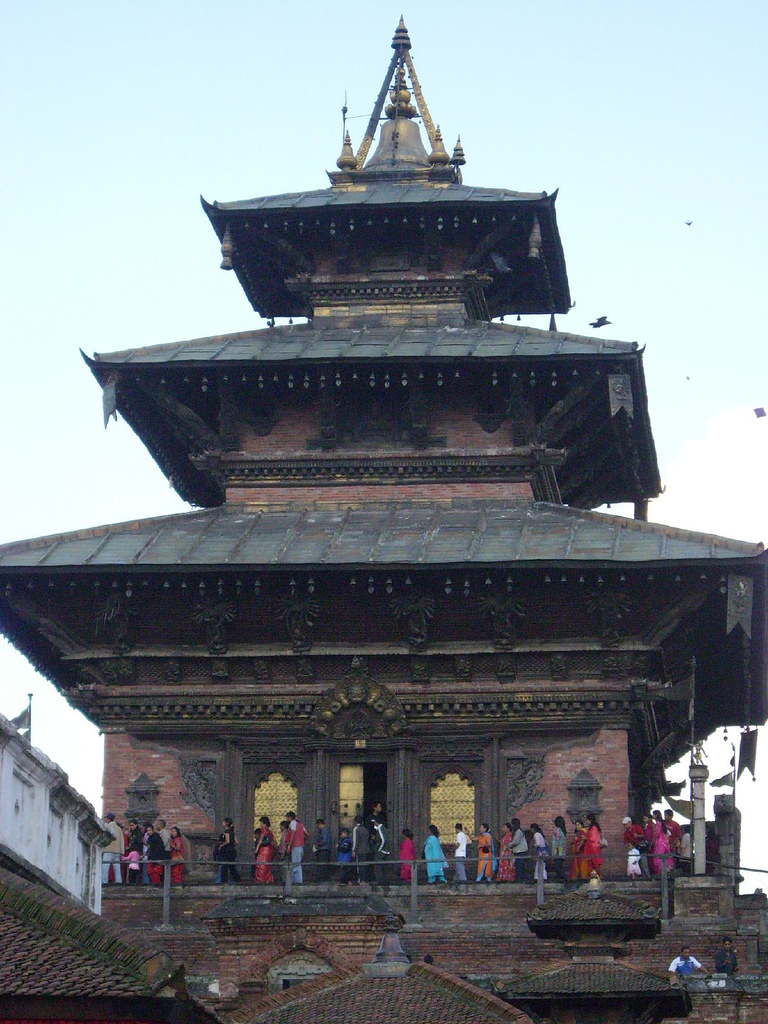
Tempio Taleju.